# Lied van de Wolgaslepers
Het Lied van de Wolgaslepers (WBV) is een arrangement van de Russische volksmelodie voor blaasinstrumenten en slagwerk (2.2.2.3 – 4.3.3.1 – pauken en slagwerk) door Igor Stravinsky. Het werk werd op verzoek van Serge Diaghilev geschreven voor een galaconcert ten bate van het Italiaanse Rode Kruis in het Teatro Constanzi te Rome als opening van een Russisch seizoen. De partituur is gedateerd 8 april 1917.
Normaal openden Russische gala's met het Russisch volkslied, God behoede de Tsaar. In Rusland had kort ervoor echter de Februarirevolutie plaatsgevonden en tsaar Nicolaas II was tot aftreden gedwongen. God behoede de tsaar werd als niet gepast ervaren en ter vervanging werd gekozen voor het Lied van de Wolgaslepers. Van dit lied bestond geen orkestratie en de nacht voorafgaand aan het galaconcert dicteerde Stravinsky in het huis van Gerald Tywhitt, Lord Berner 'akkoord voor akkoord, noot voor noot' de orkestratie aan de dirigent Ernest Ansermet.
Het is opmerkelijk dat Stravinsky het Wolgalied voor deze gelegenheid heeft gekozen. Het lied geldt juist als symbool voor slavernij en onderdrukking onder de juist afgezette tsaar. Stravinsky bleef het echter programmeren, onder andere in 1962 bij zijn bezoek aan Moskou waar het publiek niet precies wist hoe ze er op moest reageren.
Het Lied van de Wolgaslepers is een hercompositie en het toont Stravinsky's vermogen om bestaande muziek zo te bewerken dat het zijn eigen muziek is geworden. Alle akkoorden die Stravinsky gebruikte voor het slechts 30 maten tellende Lied van de Wolgaslepers zijn afgeleid van één basisakkoord, die bestaat uit een terts en een sext. Dit is een combinatie die Stravinsky vanaf Petroesjka tot en met Canticum Sacrum gebruikte. De musicoloog William Austin schreef over het akkoord van het Lied van de Wolgaslepers: Er is geen theoretische naam voor dit akkoord. Het is gewoon het slotakkoord van Stravinsky's Wolgalied. Het verdient het om net zo beroemd te zijn als het Petroesjka-akkoord en het Sacre-akkoord.
Op het manuscript staat in Ansermets handschrift Hymne de la Nouvelle Russie. Stravinsky herorkestreerde de eerste vier maten nadat hij het werk bij de repetitie had gehoord. De partijen van de vier hoorns, die eerst een harmonisch aandeel hadden, kregen de belangrijkste melodielijn, verdubbeld in octaven, terwijl de houtblazers nog alleen in de tweede en vierde maten gebruikt werden, in tegenstelling tot in alle vier. Het begin van het tweede deel van het stuk is toebedeeld aan de koperblazers en het slagwerk (pauken, tamtam en basdrum), terwijl de melodielijn wordt gespeeld door de trompetten en de trombones, ondersteund door de hoge houtblazers. Alleen in de laatste strofe wordt het gehele orkest ingezet.
Stravinsky dirigeerde tijdens het galaconcert zijn L'Oiseau de Feu en Feu d'artifice
Het manuscript van een orkestratie van de pianobegeleiding van het lied, zoals het in 1910 werd uitgevoerd door Fjodor Sjaljapin, werd in 2006 ontdekt in de Mappleson Library in New York en is toegeschreven aan Stravinsky.

## Oeuvre
Zie het Oeuvre van Igor Stravinsky voor een volledig overzicht van het werk van Stravinsky.

## Geselecteerde discografie
Lied van de Wolgaslepers, Philharmonia Orchestra o.l.v. Robert Craft (met o.a Histoire du Soldat, Pribaoutki en Deux poésies de Konstantin Balmont)(Naxos, 8.557505)